# آمریکای سفید (ترانه)
«آمریکای سفید» (به انگلیسی: White America) عنوان ترانه‌ای از امینم، خواننده رپ آمریکایی است که در سال ۲۰۰۲ میلادی در چهارمین آلبوم استودیویی وی، نمایش امینم، منتشر شد.